# حسن نمکدوست تهرانی
حسن نمکدوست تهرانی (زادهٔ ۱۳۳۹ در تهران) روزنامه‌نگار، مترجم و استاد علوم ارتباطات در ایران است..

## زندگی نامه
حسن نمکدوست تهرانی در سال ۱۳۳۹ هجری خورشیدی، در تهران به دنیا آمد، از دوران دبیرستان به  روزنامه‌نگاری علاقه‌مند شد. در سال ۱۳۵۵ در سن ۱۶ سالگی وارد دانشکده علوم ارتباطات اجتماعی شد و در سال ۱۳۷۳ مقطع کارشناسی را در رشته روزنامه نگاری از دانشگاه علامه طباطبایی اخذ کرد، پس از آن  کارشناسی ارشد و دکتری را در رشته علوم ارتباطات اجتماعی از همین دانشگاه دریافت کرد.  وی همچنین موفق شد با گرفتن مدرک دکتری ارتباطات در زمره یکی از شاگردان شناخته شده کاظم معتمدنژاد قرار گیرد. او متأهل و دارای دو فرزند است.
نمکدوست فعالیت حرفه‌ای روزنامه‌نگاری خود را سال ۱۳۵۶ و در تحریریه روزنامه اطلاعات و کیهان تا اردیبهشت ماه سال ۱۳۵۸ آغاز کرد.بعد از این دوره در نشریات تخصصی و عمومی دیگر در سطوح مختلفی از جمله خبرنگار ساده، دبیر سرویس، معاون سردبیر، ویراستار، مشاور تحریریه و سردبیر مشغول به کار بود.
در کارنامه وی، معاونت سردبیری ماهنامه معروف به پیام امروز از آغاز انتشار (خرداد ۱۳۷۳) تا زمان توقیف آن (اسفند ۱۳۷۹)، سردبیر ماهنامه علمی دانشگر (۱۳۸۰ _۱۳۸۴)، سردبیر خبرگزاری میراث فرهنگی(CHN) در سال های( ۱۳۸۰ _ ۱۳۸۴)، سردبیر خبرنامه تحقیقات و فناوری (۱۳۸۰ _۱۳۸۴).

شایان ذکر است، نمک دوست درسال ۱۳۷۸ پژوهشگر برگزیده فرهنگی سال کشور در رشته ارتباطات شد. 
نمکدوست مسئولیت تحریریه ماهنامه جامعه سالم را در شش‌ شماره نخست آن برعهده داشت. وی همچنین مدیر مرکز آموزش همشهری در سال های (۱۳۸۵_۱۳۸۸) بود.

نمکدوست عضو هیئت علمی گروه ارتباطات اجتماعی دانشکده علوم اجتماعی دانشگاه علامه طباطبایی در سال‌های ۱۳۸۱ تا ۱۳۸۴ بود، همچنین مدرس مدعو دانشکده علوم اجتماعی دانشگاه تهران در سال‌های ۱۳۸۱ تا ۱۳۸۴نیز بوده است.

حسن نمکدوست همچنین پایه‌گذار وبسایت «مدرسه همشهری» هم هست که به‌طور تخصصی به مباحث روزنامه‌نگاری، روابط‌ عمومی و مطالعات ارتباطی می‌پردازد.

او هم تا پایان سال ۱۳۹۹  مدیر مرکز آموزش و پژوهش موسسه همشهری بود.

## برکناری از دانشگاه علامه طباطبایی
در سال ۱۳۸۴ در دوران مدیریت سید صدرالدین شریعتی بر دانشگاه علامه، او را از دانشگاه علامه طباطبائی کنار گذاشتند.
دلیل برکناری نمکدوست استخدام وی در دانشگاه در زمانی که دانشجوی دکتری بوده اعلام شد در حالی که یک سال قبل از آن تاریخ او از رساله ی دکتری خود دفاع کرده بود.
نمکدوست اولین استادی بود که در دوران ریاست جمهوری محمود احمدی‌نژاد از کار برکنار شد و از آن زمان تا کنون به عنوان مدیر مرکز آموزش و پژوهش همشهری فعالیت دارد.
عمده علائق حسن نمکدوست تهرانی روزنامه‌نگاری، جامعه اطلاعاتی و تاریخ رسانه‌ها است.
پس از روی کار آمدن دولت روحانی عده‌ای از دانشجویان دانشگاه علامه و دوستداران حسن نمکدوست کمپینی با عنوان بازگشت حسن نمکدوست به دانشگاه علامه تشکیل دادند...

## نظریات حسن نمکدوست درمورد روزنامه نگاری مدرن و سنتی
حسن نمك‌دوست تهرانی درباره روزنامه‌نگاری مدرن معتقد است كه روزنامه‌نگاری از لحظه تولد آن مدرن است و كاربرد صفت سنتی براي روزنامه‌نگاری قبل از اينترنت به‌جا نيست،‌ روزنامه‌نگاری همواره فرزند زمان خود بوده، با خبر و حيات اجتماعی سر و كار داشته و به آخرين فن‌آوری نيز متكی بوده است؛ بنابراين اطلاق صفت سنتی به گونه‌های مختلف روزنامه‌نگاری قبل از اينترنت نادرست است.
او معتقد است كه به‌كارگيری مفهوم روزنامه‌نگاری سنتی و مدرن اشتباه است،‌ زيرا اين تصور به وجود می آيد كه روزنامه‌نگاری كاغذی از مظاهر روزنامه‌نگاری سنتی بوده و روزنامه‌نگاری سايبر نيز از مظاهر روزنامه‌نگاری مدرن است.
به‌عقيده‌ي اين مدرس ارتباطات، حرفه‌ی روزنامه‌نگاری از لحظه‌ی متولد شدن و تا زمانی كه خواهد بود، هميشه حرفه‌ای مدرن باقی میماند و هيچ‌گاه حرفه‌ی سنتی نبوده و نخواهد بود، به اين دليل كه روزنامه‌نگاری هميشه با پديده‌ای تازه به نام خبر سرو كار دارد، چگونه می توان در فضای كاری رسانه‌ها كه تمام توليداتشان به خبر متكی است و ماهيت خبر نيز نو بودن آن است و هر روز با مضامين تازه مواجه است، مفهوم سنتی را بر آن اطلاق كنيم؛ از اين رو روزنامه‌نگاری مدرن زاده‌ شده و هميشه نو و تازه خواهد ماند.

## فعالیت های حرفه ای
- آغاز فعالیت حرفه‌ای روزنامه‌نگاری  در سال ۱۳۵۶ در تحریریه روزنامه اطلاعات و کیهان تا اردیبهشت ۱۳۵۸ و پس از آن در نشریات تخصصی و عمومی دیگر در سطوح مختلف تحریری (خبرنگار ساده، دبیر سرویس، معاون سردبیر، ویراستار، مشاور تحریریه و سردبیر)، نگارش صدها مقاله، گزارش، مصاحبه و . . . .
- معاون سردبیر ماهنامه پیام امروز ۱۳۷۳ - ۱۳۷۸
- سردبیر ماهنامه علمی دانشگر، ۱۳۸۰ - ۱۳۸۴
- سردبیر خبرنامه تحقیقات و فناوری، ۱۳۸۰ - ۱۳۸۴
- معاون خبر خبرگزاری میراث فرهنگی، ۱۳۸۴- ۱۳۸۵
- مدیر مرکز آموزش همشهری ۱۳۸۵ - ۱۳۸۸
- عضو هیأت علمی فصل‌نامه علمی-ترویجی رسانه
- مدیر مرکز آموزش و پژوهش موسسه همشهری از ۱۳۸۸ تا کنون

## فعالیت آموزشی
- عضو هیأت علمی گروه ارتباطات دانشکده علوم اجتماعی دانشگاه علامه طباطبایی ۱۳۸۱ - ۱۳۸۴
- مدرس مدعو دانشکده علوم اجتماعی دانشگاه تهران ۱۳۸۱ -۱۳۸۴
- مدرس در دفتر مطالعات و برنامه‌ریزی رسانه‌ها، ۱۳۷۹ – ۱۳۸۷

## فعالیت پژوهشی
- ترجمه کتاب: تاریخ اجتماعی رسانه‌ها؛ از گوتنبرگ تا اینترنت: نویسنده، ایسا بریگز و پیتر برک، ناشر: همشهری، سال ۱۳۹۱
- گزارش پژوهشی: مبانی استقلال حقوقی حرفه روزنامه‌نگاری، پژوهش فرهنگی برگزیده سال ۱۳۷۸
- گزارش پژوهشی: ارزیابی تکنیکی مطالب ۲۵۰ نشریه شهرستانی کشور به همراه آقایان یونس شکرخواه و ... دفتر مطالعات و برنامه‌ریزی رسانه‌ها، سال ۱۳۸۰
- گزارش پژوهشی: بررسی جنبه‌های گوناگون انتشار نشریات تمام آگهی، دفتر مطالعات و برنامه‌ریزی رسانه‌ها، ۱۳۸۲

.

## مقالات وسمینار
- «مبانی استقلال حقوقی حرفه روزنامه‌نگاری»، دومین سمینار بررسی مسائل مطبوعات ایران، 1377، وزارت فرهنگ و ارشاد اسلامی، دفتر مطالعات و برنامه‌ریزی رسانه‌ها
- «تکنولوژی‌های نوین اطلاعات و ارتباطات در کشورهای آسیانه مرکزی و قفقاز»، نخستین سمینار میان منطقه‌ای کشورهای آسیای مرکزی   غربی و جامعه اطلاعاتی، 1380، کمیسیون ملی یونسکو در ایران و وزارت علوم، تحقیقات و فناوری
- «حق دسترسی به اطلاعات: بنیان‌ها، روند جهانی و جایگاه ایران»، نخستین همایش علمی ایران و جامعه اطلاعاتی در سال 1400 هجری شمسی،‌  1381، دانشگاه علامه طباطبایی با مشارکت و همیاری دفتر مطالعات و برنامه‌ریزی رسانه‌ها، شورای اطلاع رسانی، وزارت پست و تلگراف و تلفن و کمیسیون ملی یونسکو
- همکاری با آقایان دکتر محمد مهدی فرقانی و دکتر شعبانعلی بهرامپوردر تهیه مقاله: «مطبوعات و توسعه»، همایش چالش‌ها و چشم‌اندازهای توسعه ایران، 1381، مؤسسه عالی آموزش و پژوهش مدیریت و برنامه‌ریزی
- آزادی اطلاعات در کشورهای آسیای مرکز و قفقاز،‌ دومین سمینار میان منطقه‌ای کشورهای آسیای مرکزی ـ غربی و جامعه اطلاعاتی، 1382
- بررسی جنبه‌های گوناگون انتشار نشریات تمام آگهی، تهیه شده برای دفتر مطالعات و برنامه‌ریزی رسانه‌ها، 1382، ارائه شده در دومین سمینار صنعت و تبلیغات
- آزادی اطلاعات و روزنامه‌‌نگاری؛ از قانون تا مصداق، سومین سمینار بررسی مسائل مطبوعات ایران، 1383، وزارت فرهنگ و ارشاد اسلامی، دفتر مطالعات و برنامه‌ریزی رسانه‌ها
- آزادی اطلاعات و حق دسترسی: بنیان دموکراسی، سال 1382، مجله مجلس و پژوهش
- کنکاشی در مفهوم عینی‌گرایی در روزنامه‌نگاری معاصر، 1382، فصل‌نامه پژوهش‌های ارتباطی
- حق دسترسی به اطلاعات: بنیان‌ها، روند جهانی و جایگاه ایران، 1382، فصلنامه رسانه، شماره 53

## عضویت علمی
- انجمن ایرانی مطالعات جامعه اطلاعاتی
- انجمن ایراانی ارتباطات و مطالعات فرهنگی
- انجمن ترویج علم ایران
- همکار علمی مرکز پژوهش‌های ارتباطات